# Tifón Mitag (2002)
El tifón Mitag, conocido en Filipinas como tifón Basyang (designación internacional: 0202, designación JTWC: 02W), fue el primer súper tifón registrado en el mes de marzo. La segunda tormenta nombrada de la temporada de tifones en el Pacífico de 2002, Mitag, se desarrolló a partir de una depresión cerca del ecuador el 25 de febrero de 2002 cerca de los Estados Federados de Micronesia (FSM). Se movió hacia el oeste a través del archipiélago y se intensificó hasta convertirse en un tifón antes de pasar cerca de Yap el 2 de marzo. Los fuertes vientos y las fuertes lluvias afectaron al estado, lo que provocó un corte de energía en toda la isla y destruyó cientos de casas. Mitag causó graves daños a los cultivos que provocaron escasez de alimentos. La lluvia y la marejada ciclónica inundaron gran parte de la costa y la capital de Yap, Colonia. Los daños ascendieron a $150 millones, principalmente por daños a los cultivos. Hubo una persona sin vida relacionada con las secuelas de la tormenta.
Después de afectar a Yap, Mitag giró hacia el noroeste y luego hacia el norte debido a que se acercaba un canal. Pasó al norte de Palaos, contribuyendo a una muerte allí. A pesar de las predicciones de debilitamiento, el tifón continuó intensificándose, alcanzando vientos máximos de 175 km/h (110 mph 10 minutos sostenidos) el 5 de marzo. La combinación de aire más frío e interacción con los vientos del oeste causó que Mitag se debilitara significativamente. Solo cuatro días después de alcanzar los vientos máximos, la tormenta se había disipado bien hacia el este de Filipinas.

## Historia meteorológica
Los orígenes del tifón Mitag se originaron en un valle cerca del ecuador a finales de febrero de 2002. El 25 de febrero se desarrolló una circulación al sur de Pohnpei, que inicialmente tenía una convección desorganizada debido a una cizalladura moderada del viento. Después de una mayor organización, el sistema se convirtió en una depresión tropical el 26 de febrero. Ubicado al sur de la cordillera subtropical, se movió generalmente hacia el oeste, intensificándose en la tormenta tropical Mitag, la segunda tormenta en recibir nombre de la temporada 2002 cerca del estado de Chuuk en los Estados Federados de Micronesia (FSM) el 28 de febrero. Esto se basó en un análisis de la Agencia Meteorológica de Japón (JMA); el Centro Conjunto de Advertencia de Tifones (JTWC) estimó que el sistema se intensificó hasta convertirse en una tormenta tropical un día antes. Pasó justo al sur de Weno en Chuuk mientras continuaba hacia el oeste, intensificándose rápidamente debido a la disminución de la cizalladura del viento. El Centro Conjunto de Advertencia de Tifones (JTWC) actualizó la tormenta a un tifón el 1 de marzo, y la Agencia Meteorológica de Japón (JMA) hizo lo mismo un día después.
A pesar de ser temprano en la temporada, Mitag se intensificó significativamente al este de Filipinas. El 2 de marzo, se observó un ojo en imágenes de satélite en el centro de la convección más profunda. Más tarde ese día, Mitag pasó justo al sur de la isla de Yap en el Estados Federados de Micronesia. El 3 de marzo, el tifón entró en el área de responsabilidad de alerta de la Administración de Servicios Atmosféricos, Geofísicos y Astronómicos de Filipinas (PAGASA); la agencia le dio el nombre local Basyang. Una vaguada de capa profunda que se acercaba giró el tifón hacia el noroeste y luego hacia el norte. Aunque se esperaba que la cizalladura del viento del suroeste restringiera la intensificación, Mitag giró hacia el noreste en la misma dirección que la cizalladura, lo que provocó un aumento del flujo de salida. Después de completar un ciclo de reemplazo de la pared del ojo, una convección muy profunda rodeaba el ojo y los números de Dvorak alcanzaron un máximo de 7.0. Sobre esta base, el Centro Conjunto de Advertencia de Tifones (JTWC) actualizó Mitag a un súper tifón el 5 de marzo, estimando vientos máximos de 260 km/h (160 mph) mientras que la tormenta estaba ubicada a unos 610 km (380 millas) al este de Catanduanes en Filipinas. Esto lo convirtió en el único supertifón registrado en el mes hasta el Tifón Maysak de 2015. También el 5 de marzo, la Agencia Meteorológica de Japón (JMA) estimó vientos máximos de 175 km/h (110 mph), PAGASA evaluó la misma intensidad que Agencia Meteorológica de Japón (JMA) y el National Meteorological Vientos máximos estimados en el centro de China de 205 km/h (125 mph).
Durante aproximadamente un día, el tifón mantuvo sus vientos máximos, antes de que el aumento de la cizalladura del viento y el aire fresco y seco impartieran un debilitamiento significativo. En un período de 24 horas, el Centro Conjunto de Advertencia de Tifones (JTWC) estimó que los vientos disminuyeron en 110 km/h (70 mph) mientras la tormenta giraba hacia el noreste, y el 7 de marzo, Mitag se debilitó por debajo de la fuerza de un tifón. Un aumento repentino del monzón combinado con los vientos del oeste de los niveles superiores desplazó la circulación de bajo nivel del centro del nivel superior, lo que provocó que el sistema de nivel bajo girara hacia el este y el sur. El 8 de marzo, el Centro Conjunto de Advertencia de Tifones (JTWC) emitió su último aviso y Mitag se disipó el 9 de marzo de 2002.

## Impacto
La tormenta tropical Mitag afectó por primera vez al estado de Chuuk en el Estados Federados de Micronesia, produciendo una ráfaga de viento de 76 km/h (47 mph) y fuertes lluvias de hasta 176 mm (6,94 pulgadas). Las lluvias provocaron algunos deslizamientos de tierra menores e inundaron algunas casas en la isla de Weno.
Más tarde, Mitag pasó cerca de varias islas en el estado de Yap, afectando primero a Woleai. En la isla, fuertes ráfagas de viento de alrededor de 170 km/h (105 mph) dejaron sin electricidad y derribaron árboles del pan y cocoteros. Los vientos destruyeron algunas casas, lo que obligó a los residentes a evacuar a una escuela local. Mitag dejó caer fuertes lluvias al pasar por el estado de Yap, alcanzando un máximo de 255 mm (10,05 pulgadas) en el atolón Ngulu. En Yap, el tifón produjo vientos sostenidos de 56 km/h (35 mph), con ráfagas de 141 km/h (87 mph). Los vientos también provocaron un corte de energía en toda la isla que duró aproximadamente dos días y dañaron el techo de la terminal del Aeropuerto Internacional de Yap. Las olas altas y las marejadas ciclónicas dañaron las estructuras costeras e inundaron áreas hasta 150 m (500 pies) tierra adentro. El malecón de la ciudad capital de Colonia resultó dañado y partes de la ciudad se inundaron a 1,5 m (5 pies) de profundidad. La tormenta destruyó más de 150 casas en Yap, dejando cientos en refugios. En toda la isla, los vientos derribaron árboles en las carreteras y la intrusión de agua salada causó graves daños a los cultivos; la mayoría de las cosechas de malanga y banano fueron destruidas. Los daños en el Estados Federados de Micronesia totalizaron $ 150 millones, de los cuales $100 millones fueron daños a los cultivos.
Por último, el tifón pasó a unos 320 km (200 millas) al norte de Palaos, produciendo ráfagas de viento pero sin daños. Hubo una muerte indirecta en la isla después de que una persona fuera aplastada por un árbol; había estado ayudando a un amigo a talar el árbol por temor a que pudiera causar daños durante la tormenta.

## Consecuencias
Después de que Mitag golpeara a Yap, el gobernador del estado declaró un estado de emergencia de 30 días y pidió ayuda al gobierno nacional. El 29 de mayo, el presidente de los Estados Unidos, George W. Bush, declaró un desastre mayor para Yap, que asignó fondos para reparar los daños causados por las tormentas y mitigarlos. Los daños a los cultivos de Mitag causaron escasez de alimentos en Yap y Chuuk, y los problemas de salud relacionados con la tormenta mataron a una persona en Nomwin. Los residentes y las empresas de Palaos enviaron $3,000 en donaciones y otros suministros de ayuda a Yap, así como $3,000 en petróleo. El gobierno estatal envió alrededor de $2,000 a las víctimas de la tormenta. Los hospitales de Guam enviaron equipos médicos a Yap con mantas, ropa y suministros médicos.